# Mauna Ulu
Vous lisez un « bon article » labellisé en 2012.
Pour les articles homonymes, voir Mauna.
Le Mauna Ulu, toponyme hawaïen signifiant littéralement « montagne grandissante », est un cône volcanique situé sur les pentes du Kīlauea, le volcan le plus actif de l'île d'Hawaï, aux États-Unis,. Il s'est formé au cours de l'éruption du Kīlauea entre 1969 et 1974, à l'époque l'éruption la plus importante depuis l'arrivée des Américains sur l'archipel d'Hawaï. Débutée le 24 mai 1969 et après deux épisodes marqués par l'apparition de fontaines, de lacs, de coulées et de cascades de lave qui ont atteint l'océan Pacifique, l'éruption s'achève le 22 juillet 1974 soit après plus de cinq ans d'activité. Le lieu constitue depuis lors l'élément le plus important du paysage visible à partir du sommet du cône de Puʻu Huluhulu. Il est accessible par le Napau Crater Trail au terme d'une randonnée de quelques heures.

## Géographie

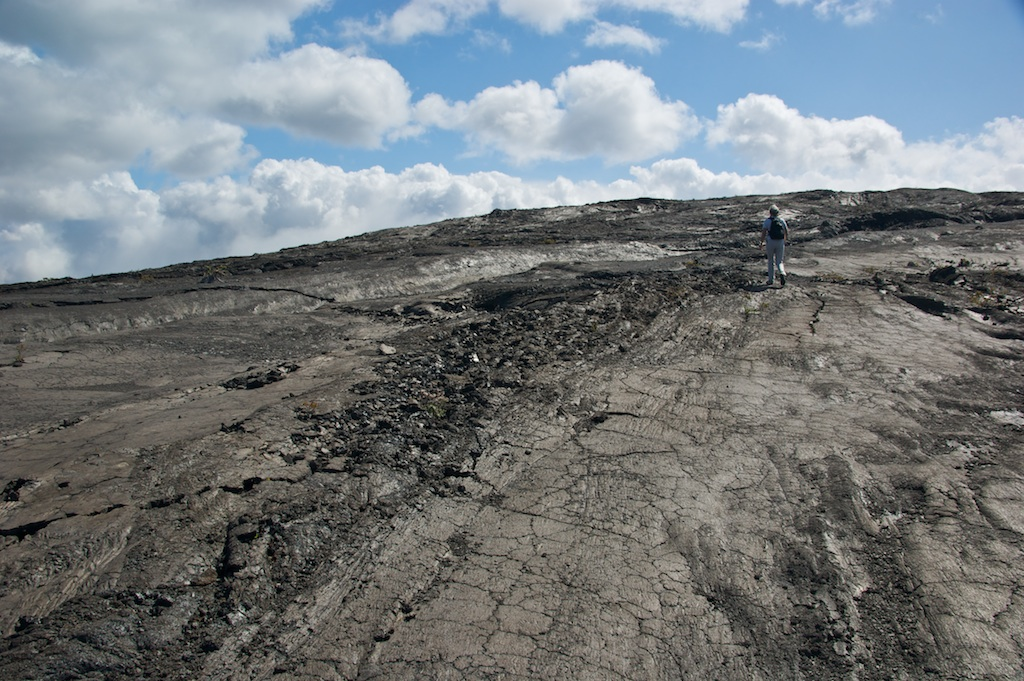
Vue de la face Nord du Mauna Ulu.

Le Mauna Ulu est situé aux États-Unis, sur l'île d'Hawaï, dans l'archipel du même nom, sur les pentes du Kīlauea dont la caldeira se trouve au nord-ouest,. Il se trouve à l'endroit où le rift Est forme un coude lorsque son orientation passe du nord-ouest—sud-est entre la caldeira du Kīlauea et le Mauna Ulu à l'ouest-sud-ouest—est-nord-est entre le Mauna Ulu et le cap Kumukahi. Il est immédiatement entouré par l'emplacement des anciens cratères ʻĀloʻi à l'ouest et ʻAlae à l'est et la colline kīpuka Puʻu Huluhulu au nord-ouest, tandis que de nombreux autres cratères, dont le Makaopuhi, le Nāpau et le Puʻu ʻŌʻō, se trouvent vers l'est et d'autres vers le nord-ouest en direction de la caldeira du Kīlauea. La Chain of Craters Road, qui passe à proximité du Mauna Ulu à l'ouest, constitue l'un des départs du Napau Crater Trail, un sentier de randonnée qui permet de gagner le Nāpau en contournant le Mauna Ulu par le nord. De même qu'une bonne partie des cratères et cônes volcaniques présents sur les flancs du Kīlauea, il est inclus dans le parc national des volcans d'Hawaï et dans la zone à risque volcanique la plus élevée. Administrativement, le Mauna Ulu se trouve dans le district de Puna du comté d'Hawaï et dans le parc national des volcans d'Hawaï,.
Le Mauna Ulu se présente sous la forme d'un cône volcanique de 121 mètres de hauteur couronné par un cratère de plus de trente mètres de profondeur et culminant à 1 053 mètres d'altitude. Malgré la présence d'une importante fontaine de lave durant une bonne partie de l'éruption l'ayant formé, il est dépourvu de téphras dans sa structure et ne renferme qu'un empilement de coulées de lave. En effet, les scories, emportés par les volumineuses coulées de lave qui s'échappaient de toutes parts du cratère, n'ont pu former de cône autour de la bouche éruptive. La vapeur d'eau qui s'en échappe depuis la fin de l'éruption sous la forme de fumerolles provient de l'eau souterraine réchauffée par les roches encore chaudes. Sur ses flancs se trouvent des instruments de mesure de l'observatoire volcanologique d'Hawaï destinés à surveiller l'activité éruptive du Puʻu ʻŌʻō. Autour du cône et notamment vers le sud s'étend un important champ de lave formé en même temps que le Mauna Ulu. Cet ensemble de coulées de lave, désormais refroidies, est colonisé par des lichens, des mousses, des fougères et des buissons.

## Histoire

### Déclenchement de l'éruption

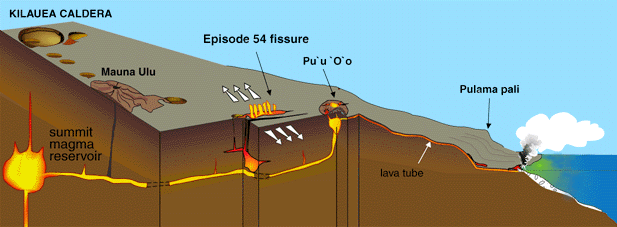
Vue en coupe du Kīlauea montrant les cheminées volcaniques sous le rift Est dont celle inactive du Mauna Ulu et celle active du Puʻu ʻŌʻō.

Un peu moins de trois mois après la dernière éruption du Kīlauea du 22 au 28 février 1969, une crise sismique apparaît avec des secousses ressenties par la population habitant à proximité du volcan, ce que les volcanologues de l'observatoire volcanologique d'Hawaï interprètent comme les signes avant-coureurs d'une éruption imminente. Le matin du 24 mai 1969, peu avant l'aube, ces séismes se rapprochent de la surface et se font plus puissants au point de faire vibrer les vitres et réveiller certains habitants.
Dépêchés sur place, les volcanologues constatent qu'à l'endroit des épicentres s'est ouverte une fissure de plus de 1 600 mètres de longueur, orientée est-ouest et d'où s'échappe un panache volcanique essentiellement composé de vapeur d'eau. Elle est située sur le rift Est du volcan, vers 960 mètres d'altitude, entre les cratères ʻĀloʻi et ʻAlae, juste au nord de l'ancien tracé de la Chain of Craters Road, dans un secteur forestier dominé par Metrosideros polymorpha (localement ʻōhiʻa). Trois heures après l'ouverture de la fissure, de la lave s'en échappe sur toute sa longueur en formant des fontaines de plus de trente mètres de hauteur. Elle provient de la chambre magmatique située sous la caldeira du Kīlauea depuis laquelle elle est acheminée jusqu'au Mauna Ulu par une cheminée volcanique qui alimente depuis 1983 le Puʻu ʻŌʻō. Cette lave va s'écouler à travers la forêt sur une courte distance, sa progression étant rapidement stoppée par une petite falaise. À 23 h, l'activité cesse, la lave émise dans et autour de la fissure se solidifie. Le Mauna Ulu se présente alors sous la forme d'un champ de lave peu étendu d'où émerge un alignement de petits cratères où les gaz volcaniques commencent à oxyder les minéraux, contenant du fer, de la roche nouvellement émise qui prend des teintes allant du rouge au jaune. L'éruption est alors considérée comme terminée.

### Première phase éruptive

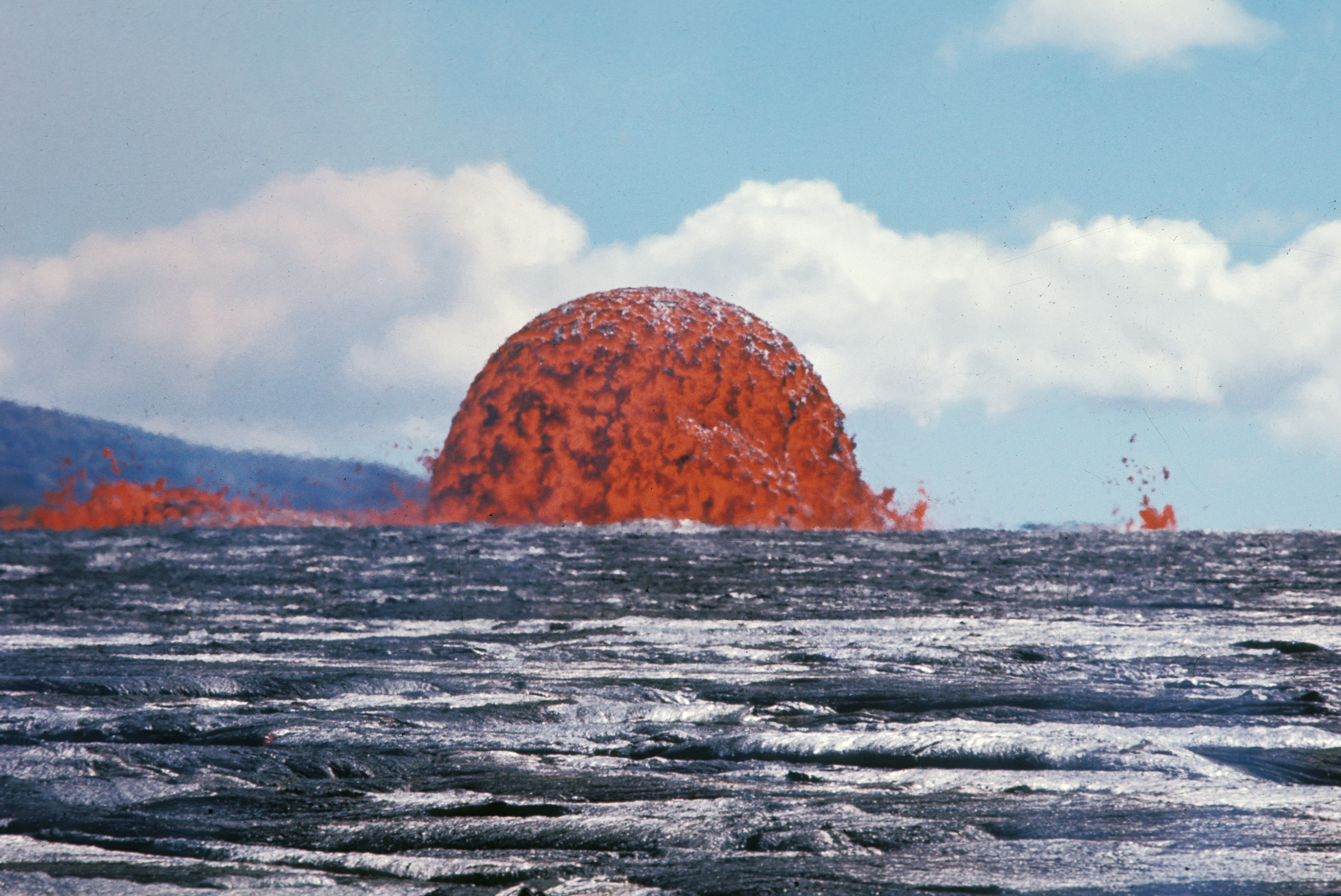
Fontaine de lave en forme de dôme d'une vingtaine de mètres de hauteur au Mauna Ulu le 11 octobre 1969.

Alors que Don Swanson, volcanologue de l'observatoire, se rend sur les lieux de l'éruption le 28 mai dans l'après-midi, il observe dans la fissure, d'où provient un grondement souterrain, de la lave bouillonnante qui se rapproche de la surface. Dans la soirée, cette lave jaillit sous la forme de deux fontaines dans la partie orientale de la fissure, marquant la reprise de l'éruption. Jusqu'en décembre se suivent ainsi douze épisodes marqués par autant de fontaines de lave émises depuis la partie orientale de la fissure qui constituera la bouche éruptive du Mauna Ulu, le reste de la fissure étant progressivement recouvert par la lave à l'exception de sa partie la plus occidentale,. La moitié de ces fontaines de lave atteindront entre 300 et 540 mètres de hauteur,. Seule une fontaine de lave au cours de l'éruption de 1959 du Kīlauea Iki avait atteint une hauteur plus importante avec 580 mètres. Ces fontaines de lave sont visibles et audibles depuis la localité de Volcano et sont admirées par de très nombreux spectateurs, généralement depuis l'Uwēkahuna, le rebord occidental de la caldeira et point culminant du Kīlauea, mais aussi depuis le cône volcanique tout proche de Puʻu Huluhulu lorsque la chaleur permet son approche par quelques curieux,. Autour du lieu d'émission de la lave, les fontaines construisent peu à peu le Mauna Ulu par empilement progressif de paquets de lave. Les éléments les plus fins sont entraînés par les vents dominants où ils sont étirés et figés sous la forme de larme et de cheveux de Pélé. Ils parcourent ainsi jusqu'à plusieurs kilomètres et retombent dans la forêt où ils défolient les arbres et allument quelques incendies localisés.

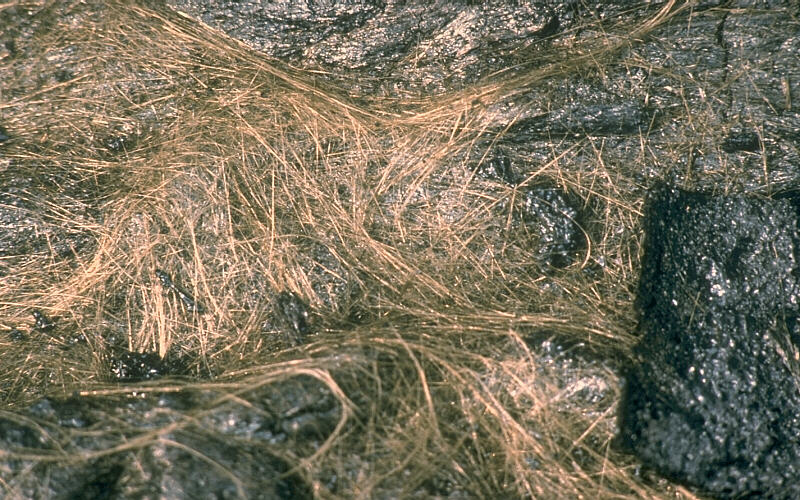
Cheveux de Pélé émis par le Mauna Ulu et déposés à la surface d'une coulée de lave pāhoehoe.

Une fois retombée au sol, la lave émise par le cratère forme immédiatement des coulées qui recouvrent les environs du Mauna Ulu, dont certains cratères situés à proximité,. Ainsi, aux environs de minuit dans la nuit du 3 au 4 août 1969, la lave finit de remplir le ʻAlae, à l'origine profond de 130 à 165 mètres et d'un diamètre de 440 à 500 mètres,. Alors que le niveau de ce lac de lave n'est plus qu'à dix mètres du rebord du cratère, des centaines de tremblements de terre se produisent à quatre heures du matin,. Une fissure d'une dizaine de mètres de largeur s'ouvre alors dans le fond du cratère, laissant s'échapper dix millions de mètres cubes de lave en trente minutes et faisant chuter le niveau du lac de lave de 80 mètres,. Progressant dans le sol, cette masse de lave ressortira quelques jours plus tard dans le Nāpau, un cratère situé à quelques kilomètres à l'est,. Dès le lendemain, la lave recommence à se déverser dans le ʻAlae sous la forme de cascades de lave plus hautes et plus larges que les chutes américaines du Niagara. Le 20 octobre, il est définitivement et complètement rempli par la lave du Mauna Ulu. Le ʻĀloʻi subit le même sort avec son remplissage partiel le 30 décembre 1969 puis total le 24 avril 1970. La lave forme ainsi des cascades de 24 mètres de hauteur lorsqu'elle s'y déverse. Une fois remplis de lave liquide, ces cratères constitueront des replats où la lave stagnera, créant ainsi deux lacs de lave perchés par rapport au niveau originel du sol, de 90 mètres dans le cas du ʻAlae et de 80 mètres dans celui du ʻĀloʻi. Depuis leur refroidissement, ces deux lacs de lave sont visibles sur les flancs du Mauna Ulu sous la forme de deux dépressions circulaires en raison de la rétractation de la lave. Un troisième cratère, celui du Makaopuhi, est aussi rempli par la lave en 1972 et 1973 mais cette fois de manière partielle car étant plus éloigné du Mauna Ulu que les deux premiers,,.

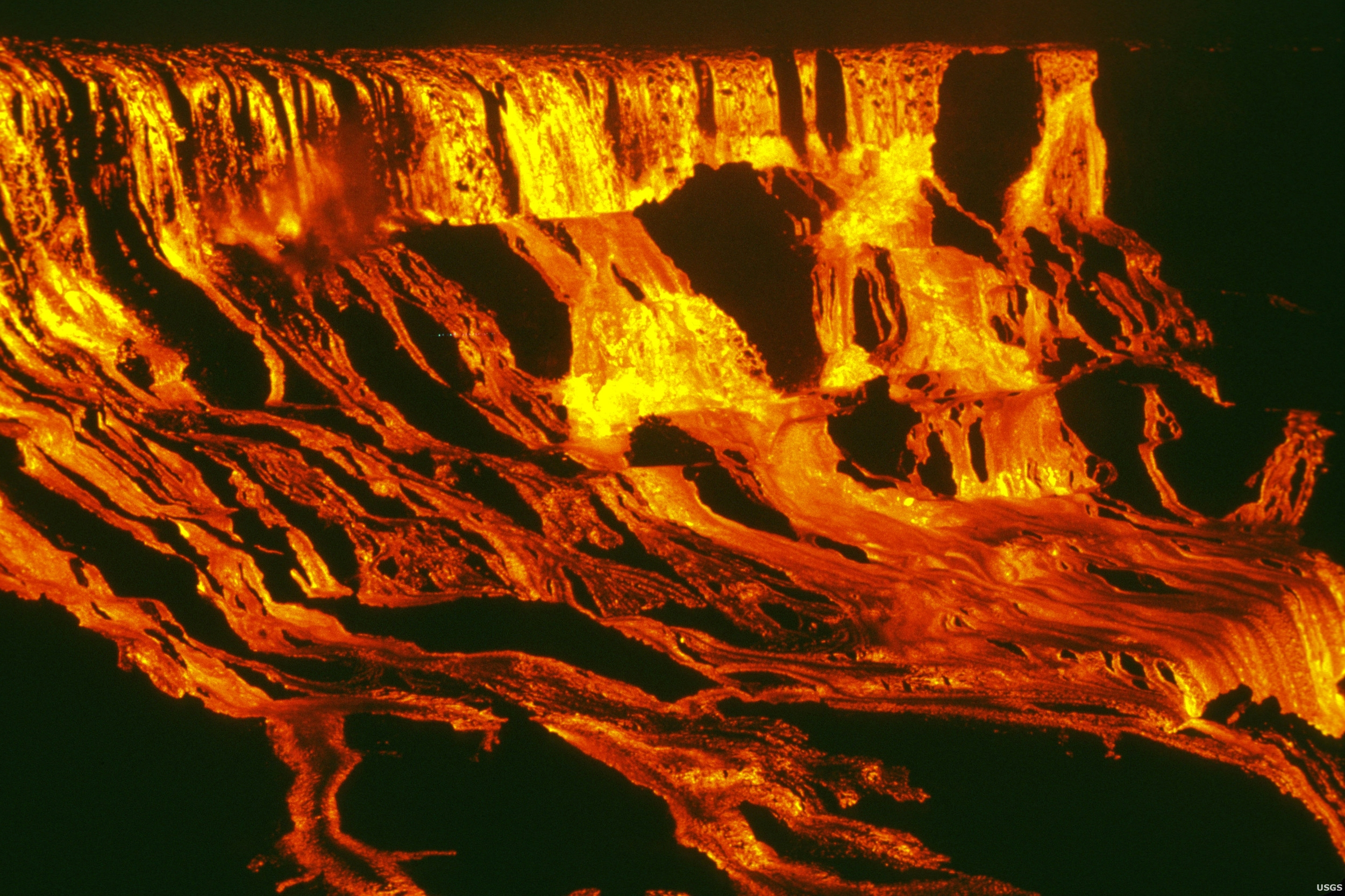
Cascades de lave plus larges et plus hautes que les chutes américaines du Niagara se déversant dans le cratère de ʻAlae le 5 août 1969.

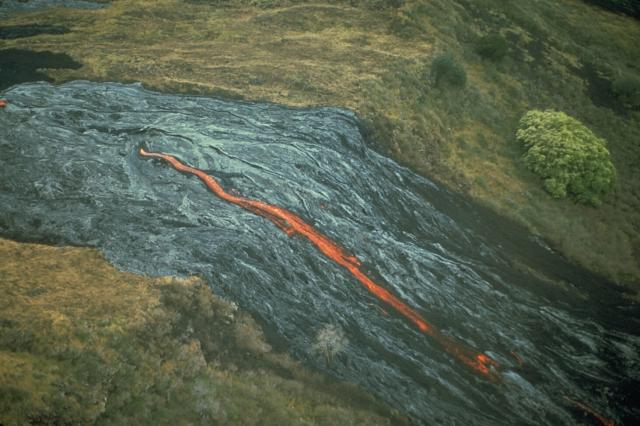
Vue aérienne d'une coulée sortant d'un tube de lave au niveau du Poliokeawe Pali, en contrebas du Mauna Ulu, le 1er janvier 1973.

Dans le même temps qu'elle recouvre les environs du Mauna Ulu, la lave se dirige aussi dans le sens de la pente, vers la côte de l'océan Pacifique située à douze kilomètres vers le sud. Ces coulées émises par le Mauna Ulu sont des coulées basaltiques de lave pāhoehoe et ʻaʻā contenant des inclusions d'olivine. Elles progressent dans une forêt dense en formant des kīpukas et des arbres de lave. Sa chaleur allume des incendies sur le front de la coulée et des explosions de méthane provenant du gaz piégé sous la lave provoquent des grondements sourds quand ils n'arrivent pas à percer la surface de la coulée. Tôt dans la journée du 26 juin 1969, sous les yeux de centaines de visiteurs massés sur la Chain of Craters Road aux environs de Kealakomo ahupuaʻa, ces coulées de lave commencent à former des cascades et des torrents de lave lorsqu'elles atteignent et dévalent l'escarpement de Hōlei Pali haut de 220 mètres,.
La dernière fontaine de lave de ce début de l'éruption sera observée le 30 décembre 1969. À partir de cette date, des tunnels de lave se développent tout le long du trajet de la lave qui atteint parfois l'océan Pacifique. Cette dernière détruit des routes comme la Chain of Craters Road entre l'ouest du Mauna Ulu et l'escarpement de Hōlei Pali ou encore la route côtière entre ʻApua Point et Kaʻena Point ainsi que des sites archéologiques à Kealakomo. Lorsque l'émission de lave faiblit à partir de juin 1971, le cratère cesse de grandir car la lave est émise de manière passive. Dans le cratère, elle forme un lac dont la surface recouverte d'une fine croûte est brassée par les bulles de gaz qui remontent et par les mouvements de convection de la lave liquide sous-jacente. Cette lave se déverse via un chenal dans le cratère de ʻĀloʻi qu'elle finit de remplir le 24 avril 1970 pour donner naissance à un second lac de lave perché après celui du ʻAlae. Les tunnels dirigés vers l'océan continuent aussi à être alimentés en lave. Parfois, l'activité éruptive s'intensifie et la lave déborde du cratère en recouvrant le volcan d'une nouvelle couche de lave. La hauteur du Mauna Ulu se stabilisera au cours de cette période à 121 mètres au-dessus des champs de lave environnants,. L'activité plus calme du volcan permet l'approche des curieux et une plate-forme d'observation est même aménagée sur le rebord du cratère avec vue sur le lac de lave bouillonnant en contrebas. L'emplacement n'était pas sans risques puisqu'un matin, le personnel du parc national constate l'absence du point de vue, précipité avec le rebord du cratère où il était installé dans le lac de lave au cours de la nuit, ne faisant par conséquent aucune victime. Rapidement, le lac de lave verra son niveau s'abaisser dès sa formation en juin tandis que le sommet du Kīlauea est soulevé, signe que la lave s'accumule dans la chambre magmatique sous la caldeira plutôt que d'être émise au niveau du Mauna Ulu. Cette lave fera temporairement surface en août 1971 dans le cratère Halemaʻumaʻu et à la fin du mois de septembre dans la caldeira et sur le rift Sud-Ouest. Le 15 octobre, la lave cesse d'être émise depuis le Mauna Ulu.

### Seconde phase éruptive et fin de l'éruption

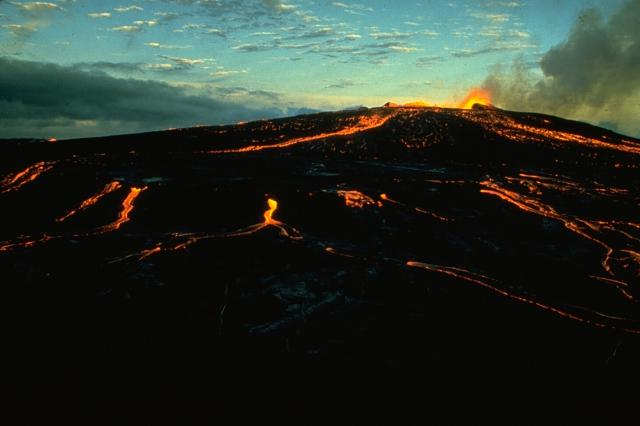
Vue du Mauna Ulu en juin 1974 avec sa fontaine et son lac de lave sommital ainsi que des coulées sur ses flancs.

Après deux ans et demi d'intense activité, le Mauna Ulu perd de sa vigueur et connaît un arrêt des émissions de lave à partir du 15 octobre 1971. L'éruption n'est toutefois pas considérée comme terminée puisque le volcan continue de se charger en lave comme en témoigne son gonflement. Après plus de trois mois d'accalmie, la lave refait son apparition dans le cratère du Mauna Ulu le 3 février 1972, marquant le début de la seconde phase de l'éruption. Contrairement au premier, ce deuxième épisode éruptif est marqué par une émission passive de lave. Elle s'écoule sur son flanc Est en réalimentant le lac de lave perché du ʻAlae. Cette activité est ponctuée de l'ouverture de quelques fissures volcaniques aux pieds du volcan comme celle du 5 mai 1973 dans les cratères en forme de puits de Pauahi et de Hiʻiaka dont la lave recouvre le fond et en décembre 1973 à nouveau dans le Pauahi,.
La plus importante de ces fissures s'ouvre le 10 novembre 1973 dans le Pauahi. À 21 h 45, de la lave jaillit de la paroi et forme un petit lac de lave dans le fond du cratère. D'autres fissures s'ouvrent à 23 h à l'extérieur du cratère sur environ 1 600 mètres de longueur entre le Pauahi et le Puʻu Huluhulu situé à l'est. Cette activité ne dure que quelques heures puisque le matin, les fontaines sont taries et les coulées ne dépassent pas les abords des fissures. Celles-ci voient leur surface durcie s'affaisser de manière chaotique sur 1,5 mètre d'épaisseur, la lave liquide continuant de s'écouler sous la lave solide.
L'éruption du Mauna Ulu s'achève par une dernière apparition de la lave au sommet du Kīlauea, à proximité du cratère Keanakākoʻi et du rebord Sud de la caldeira du 19 au 22 juillet 1974,. Dans le même temps, la lave disparaît du Mauna Ulu et laisse place à un important dégazage qui forme un panache volcanique. Lorsque ces nuages volcaniques se dissipent au bout de quelques mois, ils dévoilent un cratère de trente mètres de profondeur, alors qu'il pouvait atteindre 200 mètres lorsqu'il était en éruption, laissant s'échapper quelques fumerolles. Une fois la lave suffisamment refroidie après quelques mois, des insectes comme une espèce de criquet aptère ainsi qu'une araignée, sa principale espèce prédatrice, colonisent la lave. Ils sont suivis par des lichens, des mousses, des fougères et Metrosideros polymorpha, une espèce arbustive endémique d'Hawaï où elle est appelée ʻōhiʻa.

### Conséquences

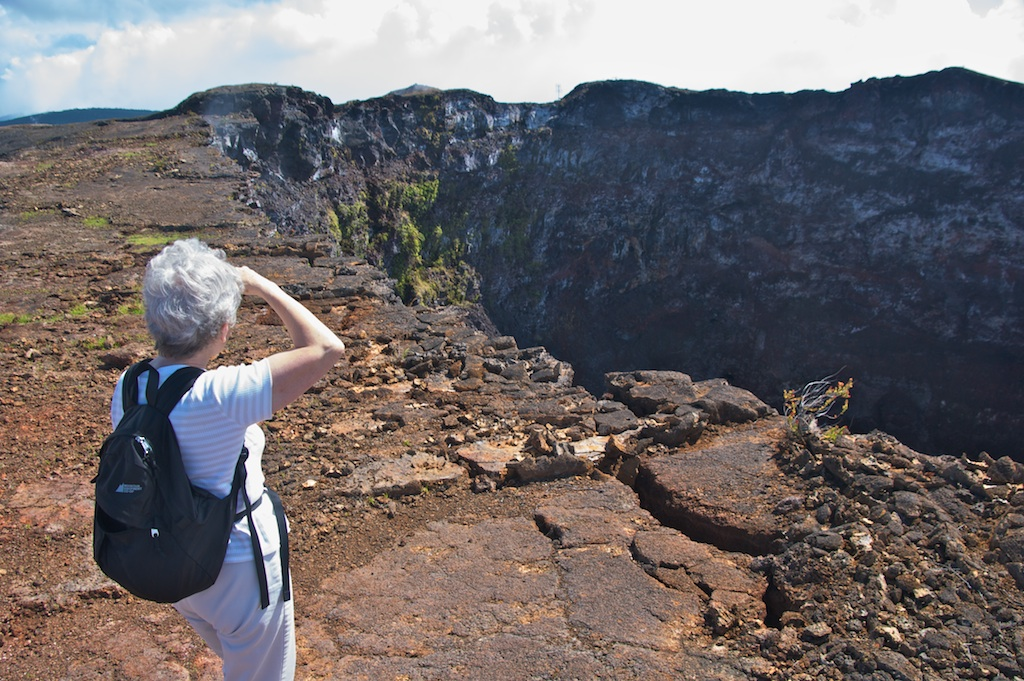
Vue du cratère du Mauna Ulu depuis le nord.

L'éruption du Mauna Ulu constituera à l'époque l'éruption volcanique la plus importante du Kīlauea depuis l'établissement des Américains dans l'archipel d'Hawaï avec 345 millions de mètres cubes de lave émis au total dont 185 entre le début de l'éruption le 24 mai 1969 et le 15 octobre 1971 et 160 entre le 3 février 1972 et la fin de l'éruption le 22 juillet 1974,,. Néanmoins, l'éruption du Puʻu ʻŌʻō commencée le 3 janvier 1983 l'a surpassée avec 3 100 millions de mètres cubes de lave émis en 2008,. Cette lave rejetée par le Mauna Ulu recouvrira 95,5 km2 de superficie, une portion de près de dix kilomètres de la Chain of Craters Road ainsi que la majorité du sentier menant au Puʻu Huluhulu et agrandira l'île d'Hawaï de 150 à 260 acres soit entre 0,47 km2 et un peu plus d'un kilomètre carré.
De plus, après deux brèves éruptions le 19 septembre et le 31 décembre 1974, une éruption le 29 novembre 1975 combinée à un séisme d'une magnitude de 7,2 déplace le flanc Sud du volcan vers l'océan Pacifique,. Ce séisme est attribué à la vidange de la chambre magmatique du Kīlauea durant les différentes éruptions survenues entre 1969 et 1975 dont celle du Mauna Ulu. Ce glissement d'un flanc du volcan agrandi la chambre magmatique du volcan, augmentant ainsi le volume de magma pouvant y être stocké.
L'éruption du Mauna Ulu sera à l'époque la seule éruption de longue durée à se produire sur un rift du Kīlauea depuis l'arrivée des Américains à Hawaï. Elle sert actuellement de modèle à l'éruption du Puʻu ʻŌʻō qui, malgré sa durée beaucoup plus importante, possède des similitudes avec celle du Mauna Ulu comme une première phase de fontaines puissantes suivie d'une phase plus effusive ou encore la baisse du niveau du lac de lave à la fin de la première phase malgré la poursuite du remplissage de la chambre magmatique. Les volcanologues de l'observatoire volcanologique d'Hawaï envisagent ainsi une fin progressive de l'éruption du Puʻu ʻŌʻō par l'apparition de la lave soit dans ou à proximité immédiate de la caldeira du Kīlauea, soit sur le rift Sud-Ouest, soit dans ces deux régions en plus d'une poursuite de l'activité dans le cratère du Puʻu ʻŌʻō. Toutefois, aucun signe avant-coureur d'une telle fin de l'éruption n'a encore été observé.

## Tourisme

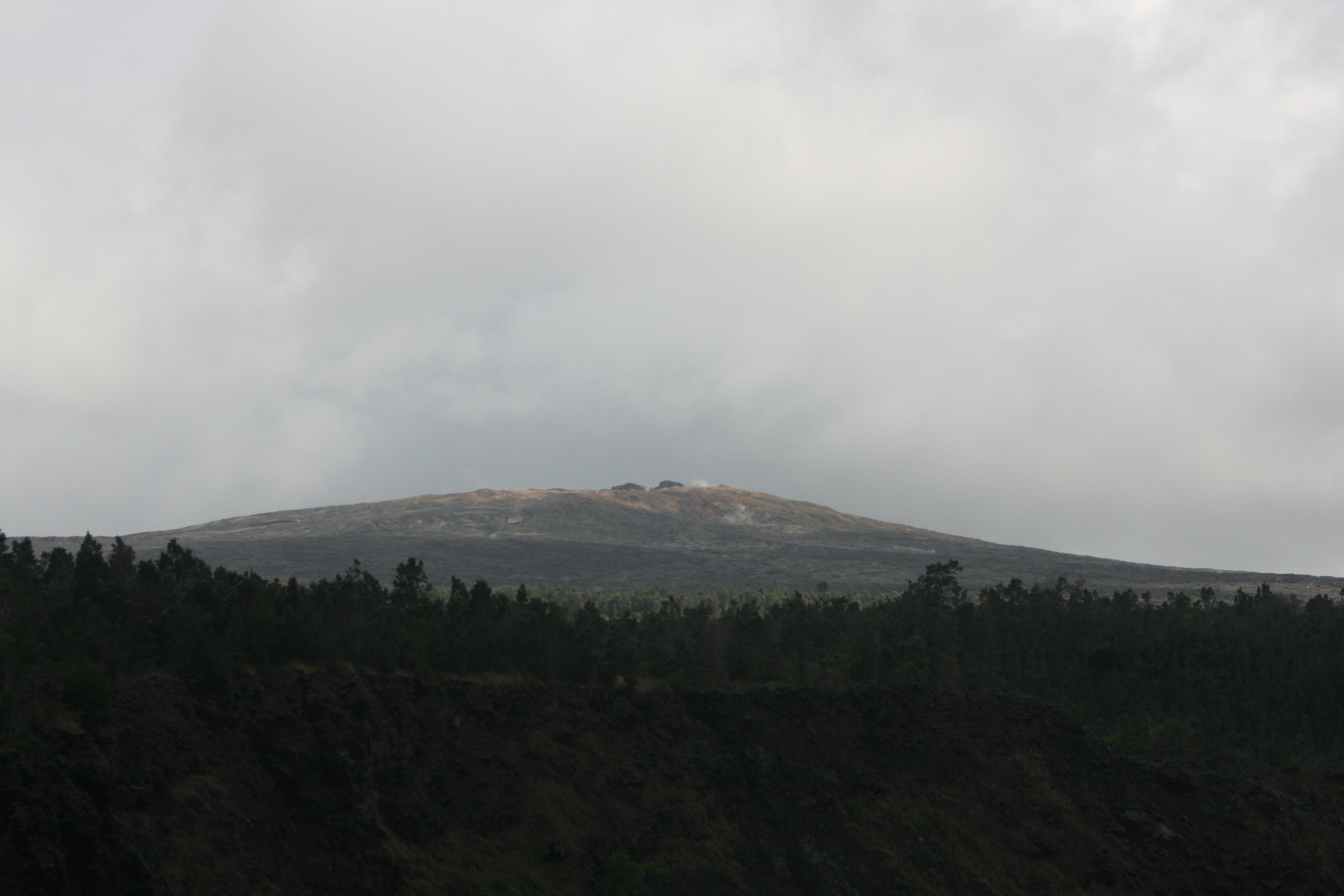
Vue du Mauna Ulu en 2007.

Le Mauna Ulu est accessible à pied via le Napau Crater Trail, un sentier de 20,1 kilomètres de longueur dont seulement les deux premiers kilomètres sont accessibles librement, la randonnée sur le reste du sentier en direction du Puʻu ʻŌʻō requérant une autorisation des services du parc national des volcans d'Hawaï. La marche s'effectuant en trois à quatre heures sur ces quatre kilomètres aller-retour est jugée facile par les services du parc malgré les 400 mètres d'ascension escarpés du Puʻu Huluhulu, ce qui porte le dénivelé total à 64 mètres. Au sommet de cette colline, une plate-forme d'observation permet de profiter du panorama, aussi bien pour les randonneurs actuellement que pour les scientifiques au cours de l'éruption du Mauna Ulu,.